# Меморіал Васі Пірца
Меморіал Васі Пірца — міжнародний шаховий турнір, який проводять у Словенії з 1981 року, присвячений пам'яті гросмейстера з цієї країни Васі Пірца.
Майже всі турніри проходили за круговою системою за участю від 10 до 14 гравців. Винятком були роки: 2000 (змагання пройшли за олімпійською системою у складі 8 осіб) та 2006 (змагання відбулися за швейцарською системою). Перший меморіал організовано в Любляні, а решту — в Мариборі. Найбільший відсоток перемог на одному турнірі має Зденко Кожул, який 2003 року набрав 8 очок у 9 партіях (88,9 %). Також він єдиний шахіст, який на своєму рахунку має три перемоги на цих меморіальних турнірах.

## Переможці меморіалів
| За ліком | Рік  | Переможець      |
| -------- | ---- | --------------- |
| 1        | 1981 | Стефан Джурич   |
| 2        | 1985 | Ласло Хазаї     |
| 3        | 1987 | Юрай Ніколаць   |
| 4        | 1989 | Валентин Луков  |
| 5        | 1990 | Іван Соколов    |
| 6        | 1993 | Георг Мор       |
| 7        | 1994 | Зденко Кожул    |
| 8        | 1996 | Д'юла Сакс      |
| 9        | 1998 | Дражен Сермек   |
| 10       | 2000 | Зденко Кожул    |
| 11       | 2003 | Зденко Кожул    |
| 12       | 2004 | Тадей Сакельшек |
| 13       | 2006 | Роберт Маркуш   |